# Lista chorążych reprezentacji Wietnamu Południowego na igrzyskach olimpijskich

Flaga Wietnamu Południowego

Lista chorążych reprezentacji Wietnamu Południowego na igrzyskach olimpijskich – lista zawodników i zawodniczek reprezentacji Wietnamu Południowego, którzy podczas ceremonii otwarcia nowożytnych igrzysk olimpijskich nieśli flagę narodową.

## Chronologiczna lista chorążych
| Lp. | Rok i miejsce   | Chorąży     | Dyscyplina  |
| --- | --------------- | ----------- | ----------- |
| 1   | 1952, Helsinki  | b.d.        | b.d.        |
| 2   | 1956, Melbourne | b.d.        | b.d.        |
| 3   | 1960, Rzym      | b.d.        | b.d.        |
| 4   | 1964, Tokio     | b.d.        | b.d.        |
| 5   | 1968, Meksyk    | b.d.        | b.d.        |
| 6   | 1972, Monachium | Hồ Minh Thu | Strzelectwo |